# Macierzyństwo (pomnik)

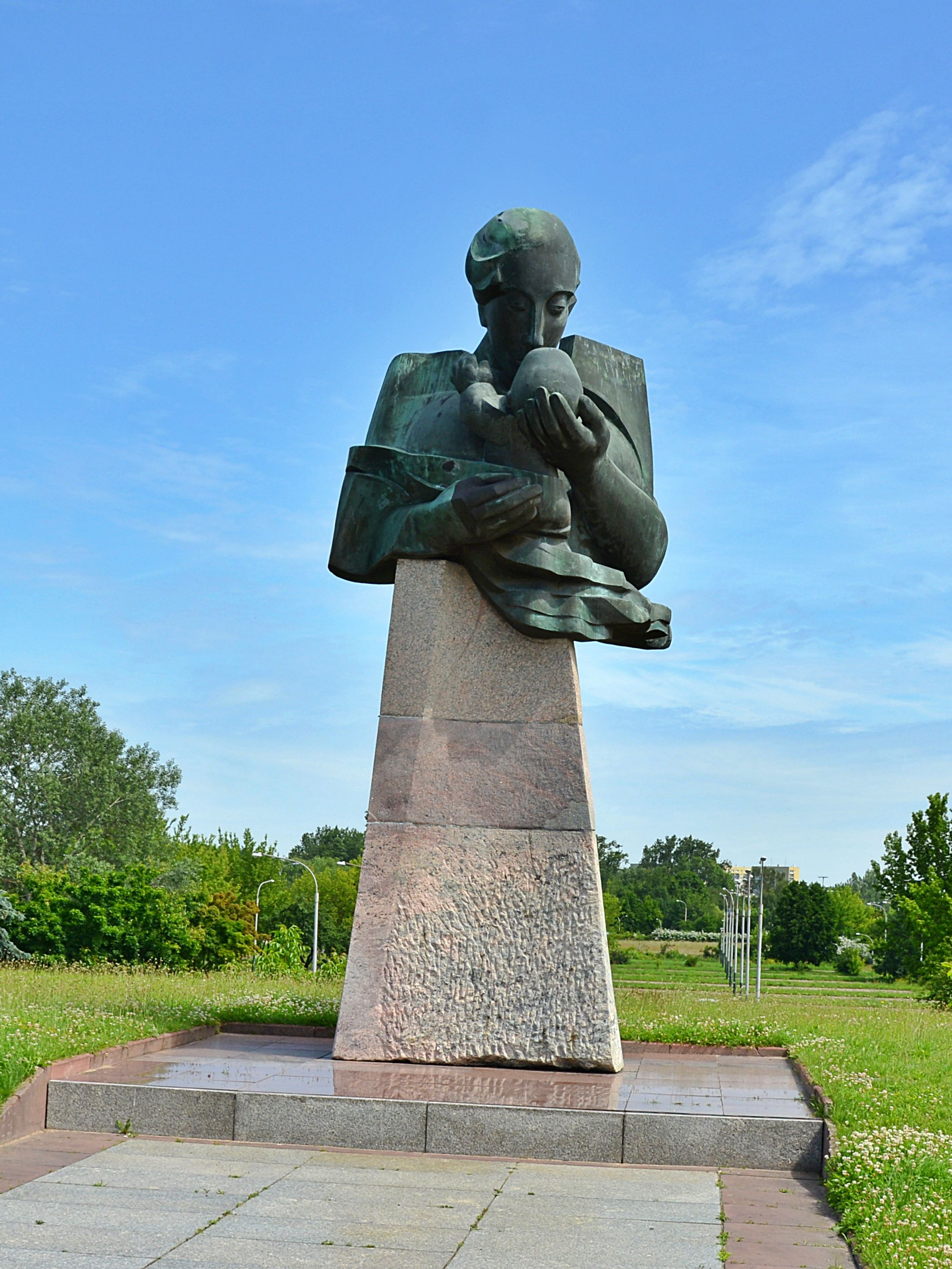
Pomnik "Macierzyństwo"

Macierzyństwo – pomnik stojący przed Instytutem „Centrum Zdrowia Matki Polki” w Łodzi. Nazywany często również pomnikiem Matki Polki. Przedstawia matkę całującą trzymane na rękach dziecko.
Autorami projektu pomnika są warszawscy rzeźbiarze: Andrzej Karwowski, Tadeusz Markiewicz i Stanisław Romańczuk. Pomnik odsłonięto w dzień otwarcia szpitala 26 maja 1988.
Taką samą nazwę („Macierzyństwo”) nosi również rzeźba ustawiona w holu szpitala, której autorem był łódzki rzeźbiarz Kazimierz Karpiński.